# Ковалевская, Раиса Алексеевна
Раиса Алексеевна Ковалевская (род. 4 декабря 1937, село Белояровка Амвросиевского района Донецкой области) — украинский советский деятель, машинист вращающихся печей Амвросиевского цементного комбината Донецкой области. Депутат Верховного Совета СССР 8-9-го созывов.

## Биография
Окончила среднюю школу. Образование среднее специальное. В 1958 году окончила Амвросиевский индустриальный техникум Сталинской области.
В 1956—1968 годах — шламовница, исполняющий обязанности мастера, помощник машиниста вращающихся печей второго производства Амвросиевского цементного комбината пгт. Новоамвросиевское Сталинской (Донецкой) области.
С 1968 года — машинист вращающихся печей цеха обжига № 1 Амвросиевского цементного комбината Донецкой области. Ударник коммунистического труда.
Потом — на пенсии в городе Амвросиевке Донецкой области.

## Награды
- орден Ленина
- орден «Знак Почета» (1961)
- медаль «За доблестный труд. В ознаменование 100-летия со дня рождения Владимира Ильича Ленина» (1970)
- медали